# Dolina (Krajková)

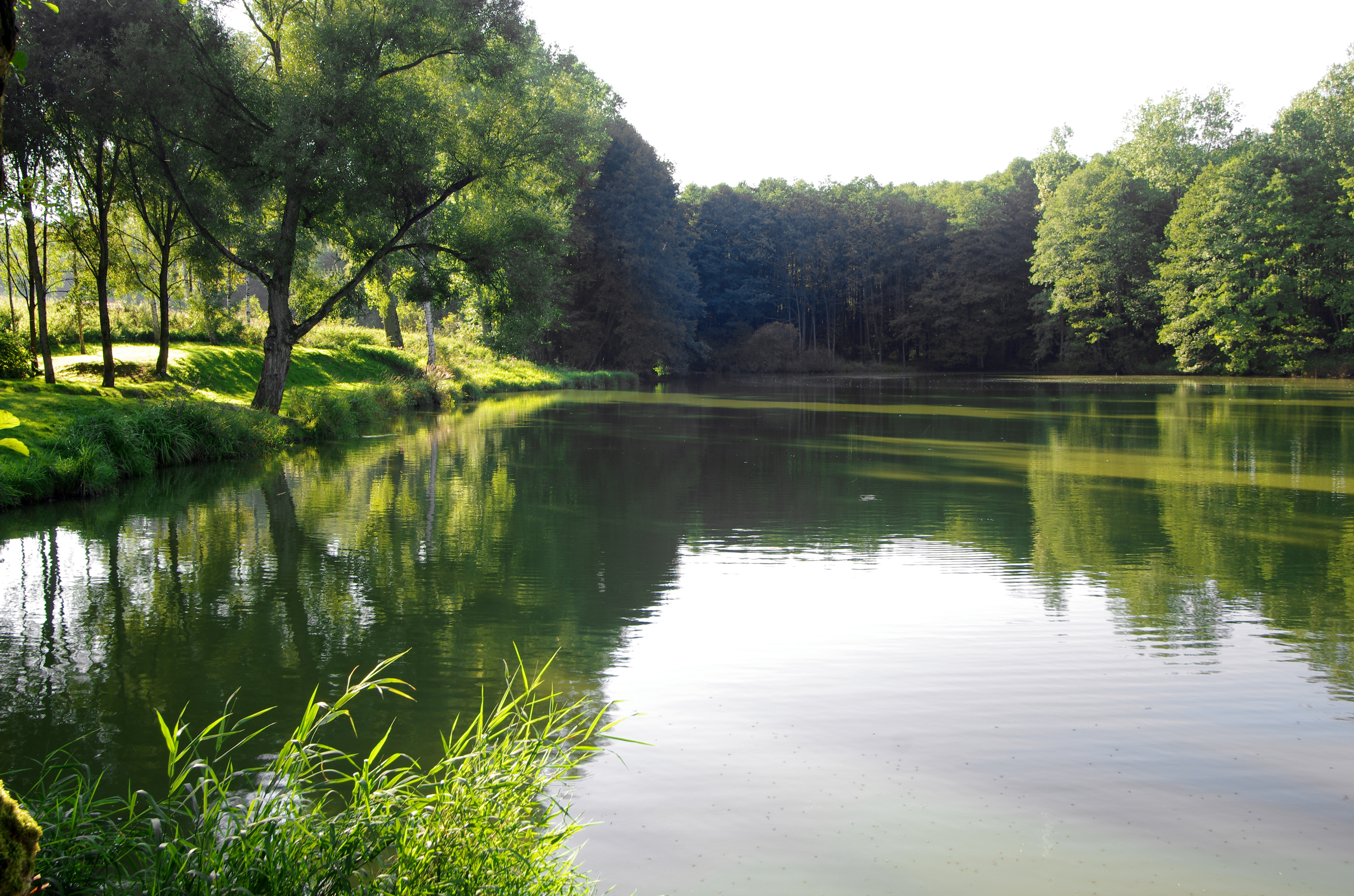
Teich in Dolina

Dolina, bis 1947 Loch, ist ein Ortsteil der Gemeinde Krajková in Tschechien. Er liegt acht Kilometer nordwestlich von Sokolov und gehört zum Okres Sokolov.

## Geographie
Dolina befindet sich im Tal des Baches Dolinský potok (Lochbach, auch Erlbächel) in der Krajkovská pahorkatina. Nördlich erheben sich die Dolinské pásy (634 m. n.m.), der Šibeniční vrch (Galgenberg, 666 m. n.m.) und die Cibulka (Lohberg, 656 m. n.m.) sowie die Březnice (Preßbühl, 662 m. n.m.) im Westen. Nördlich und westlich des Dorfes erstreckt sich ein ausgedehnter Stallkomplex.
Nachbarorte sind Studenec und Oloví im Norden, Nové Domy und Boučí im Nordosten, Hřebeny im Osten, Josefov, Radvanov und Kluč im Südosten, Anenská Ves und Hrádek im Süden, Krajková im Südwesten sowie Bernov und Libnov im Nordwesten.

## Geschichte
Die erste urkundliche Erwähnung von Loche erfolgte am 5. August 1287, als Albrecht von Hertenberg das Dorf zusammen mit Marquartsgruen an das Kloster Waldsassen verpfändete, um dem Kloster Ozzek verursachte Schäden zu ersetzen. Eine weitere Erwähnung von Loch erfolgte im Hartenberger Lehensrevers vom 2. Januar 1350, als die Söhne des die Söhne des Albert I. von Hertenberg – Taut II. von Schönbrunn, Habard und Albrecht von Hertenberg – die Herrschaft Hartenberg von König Karl IV. als Lehn erhielten. Nachfolgende Besitzer der Herrschaft waren u. a. ab 1409 die Ritter Malerzík, ab 1467 die Grafen Schlik, ab 1553 Heinrich IV. von Plauen, ab 1597 die Herren von Pißnitz und seit Beginn des 19. Jahrhunderts die Grafen von Auersperg.
Im Jahre 1845 bestand das im Elbogener Kreis gelegene Dorf Loch aus 32 Häusern mit 202 deutschsprachigen Einwohnern. Der Locher Teich diente als herrschaftlicher Fischteich und war mit Hechten und Karpfen besetzt. Pfarrort war Gossengrün. Bis zur Mitte des 19. Jahrhunderts blieb Loch der Herrschaft Hartenberg untertänig.
Nach der Aufhebung der Patrimonialherrschaften bildete Loch ab 1850 einen Ortsteil der Stadtgemeinde Gossengrün im Gerichtsbezirk Falkenau. Ab 1868 gehörte das Dorf zum Bezirk Falkenau. Im Jahre 1869 bestand Loch aus 33 Häusern und hatte 223 Einwohner. In den 1870er Jahren löste sich Loch von Gossengrün los und bildete eine eigene Gemeinde, zu der die Einschicht Peterstollen gehörte. Im Jahre 1900 hatte die Gemeinde 214 Einwohner, 1910 waren es 198. Nach dem Ersten Weltkrieg zerfiel der Vielvölkerstaat Österreich-Ungarn, das Dorf wurde 1918 Teil der neu gebildeten Tschechoslowakischen Republik. Beim Zensus von 1921 lebten in den 37 Häusern von Loch 174 Deutsche. 1930 lebten in den 38 Häusern von Loch 192 Menschen. Haupterwerbsquellen bildeten der Feldbau und die Viehzucht sowie die Bergarbeit. Nach dem Münchner Abkommen wurde Loch 1938 dem Deutschen Reich zugeschlagen und gehörte bis 1945 zum Landkreis Falkenau an der Eger. Im Jahre 1939 hatte die Gemeinde 166 Einwohner. Nach der Aussiedlung der deutschen Bewohner nach Ende des Zweiten Weltkrieges wurde das Dorf mit Tschechen wiederbesiedelt. 1947 wurde Loch in Dolina umbenannt. Die Eingemeindung nach Krajková erfolgte 1949. Im Jahre 1950 lebten in den 30 Häusern von Dolina 103 Personen. Beim Zensus von 2001 bestand Dolina aus 12 Häusern und hatte 17 Einwohner.

## Ortsgliederung
Dolina bildet den Katastralbezirk Dolina u Krajkové.

## Sehenswürdigkeiten
- Flurkreuz, rechtsseitig des Dolinský potok
- Kapelle der hl. Dreifaltigkeit und Steinerner Altar auf dem Šibeniční vrch, nördlich des Dorfes
- Aussichtsturm auf der Cibulka, nördlich des Dorfes